# 蔺木贼
蔺木贼（学名：Equisetum scirpoides）为木贼科木贼属下的一个种。

## 扩展阅读
- 維基物種上的相關：蔺木贼